# Опухоли средостения

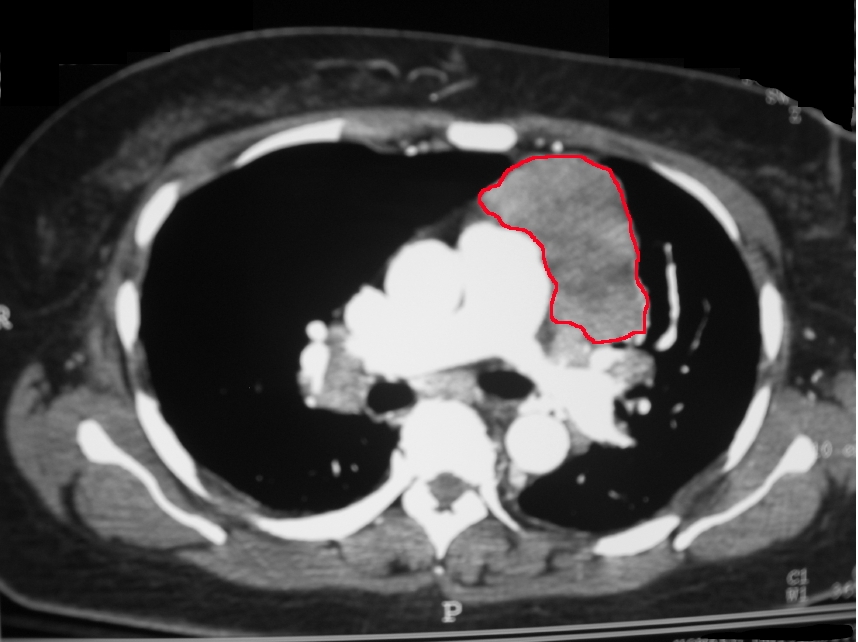
Компьютерная томограмма органов грудной клетки, на которой определяется опухоль переднего средостения слева (обведена красным). По данным гистологического исследования — тимома.

Средостение — анатомическое пространство в средних отделах грудной полости. Разными авторами предлагаются различные варианты разделения средостения на отделы в зависимости от анатомических, патогенетических и диагностических аспектов. Для оценки распространения  опухолей  было выбрано разделение средостения на верхнее и нижнее. Верхнее средостение включает в себя все анатомические образования, находящиеся выше верхней границы перикарда. Нижнее средостение, в свою очередь, подразделяется на передний, средний, и задний отделы. Границей между передним и средним (центральным) отделами средостения является вертикальная линия, проведённая от грудинно-ключичного сочленения к диафрагме. Границей между средним и задним отделами средостения является линия, параллельная первой, проходящая по задней поверхности трахеи. Заднее средостение, в свою очередь, подразделяется на два отдела. Спереди расположено ретрокардиальное пространство (Гольцкнехта), ограниченное спереди задней стенкой трахеи, сзади — передней поверхностью позвоночника. Задний отдел заднего средостения — паравертебральное пространство — простирается от передней поверхности позвоночника до задних отделов ребер.  
В группу опухолей средостения входят новообразования различной структуры и злокачественности, находящиеся в анатомических пределах средостения и имеющих внеорганное происхождение. К новообразованиям заднего средостения относятся лимфомы, тимомы и метастатические карциномы. 
В число объёмных образований переднего средостения входят тимома, лимфома, феохромоцитома и дизэмбриогенетические опухоли (тератома и др.). Объёмные образования переднего средостения имеют более высокий риск злокачественности, чем объёмные образования других локализаций.[1][2] 
Среди опухолей среднего средостения выделяют лимфому, метастатическую карциному, тератодермоидную кисту, бронхогенную кисту и перикардиальную кисту. Что касается новообразований заднего средостения, то к таковым относятся нейрогенные опухоли и лимфомы.

## Первичные новообразования средостения

### Тимомы
Тимомы наблюдаются в любом возрасте, чаще в 30—40 лет. Наиболее часто встречающаяся первичная опухоль средостения (20 %). Различают лимфоидные, эпителиальные, веретеноклеточные или смешанные тимомы. 
Злокачественная форма, отличающаяся высокой инвазивностью в окружающие ткани, встречается почти так же часто, как и доброкачественная (35—50 % больных). Характерно распространение тимомы по плевре, при этом гематогенные и лимфогенные метастазы редки. Тимома выявляется у 15 % пациентов с миастенией, при этом миастения выявляется у 50 % пациентов с тимомой. Описаны случаи тимом заднего средостения.

### Герминоклеточные опухоли
Экстрагонадные герминоклеточные опухоли чаще всего развиваются в тимусе. Гистологически эти опухоли не отличаются от тестикулярных опухолей — семиномы, тератомы, эмбриональной карциномы, тератокарциномы, хориокарциномы. Герминогенные опухоли средостения встречаются у мужчин 20—30 лет.

### Дизэмбриогенетические опухоли
Тератобластомы встречаются почти столь же часто, как тимомы, и составляют 11—17 % опухолей средостения. Малигнизация выявляется в 25—30 % случаев. Тератомы содержат эктодермальные, мезодермальные и эндодермальные компоненты; дермоидные кисты — эпидермального происхождения. Заболевание выявляется чаще всего в подростковом возрасте, в половине случаев опухоль содержит кальцинаты. Быстрый рост характерен для малигнизации, хотя также причиной быстрого увеличения объёма опухоли может послужить кровоизлияние в её ткань. Иногда при озлокачествлении могут наблюдаться метастазы в лёгкие и регионарные метастазы.

### Мезенхимальные опухоли
Мезенхимальные опухоли встречаются во всех трех отделах средостения, однако чаще — в переднем средостении. Липомы и липоматоз встречаются чаще в нижних отделах с одной из сторон средостения. Они могут распространяться из средостения в каудальном или краниальном направлении. С другой стороны, сальниковый жир может проникать в нижние отделы заднего средостения. Благодаря своей мягкой консистенции, липомы никак не воздействуют на окружающие органы и часто оказываются случайной находкой. Липоматоз может быть ятрогенно обусловлен кортикостероидной терапией. Липо-(фибро-)саркомы являются чрезвычайно редкими опухолями, обычно располагаются в заднем средостении, где могут вызывать смещение прилежащих органов.
Фибромы не вызывают жалоб до тех пор, пока не достигнут значительных размеров. Наличие плеврального выпота иногда может быть признаком фибросаркомы (обычно располагающейся в заднем средостении) и фибромы.
Гемангиомы (кавернозная гемангиома, гемангиоэндотелиома, гемангиосаркома) — в средостении встречаются редко, в 2/3 случаев локализуются в переднем средостении. Они имеют разнообразную форму, окружены соединительнотканной капсулой, могут быть множественными. Часто содержат флеболиты.
Лимфангиомы (гигромы) — в большинстве своем встречаются в детском возрасте. Они развиваются из лимфатических сосудов, разрастаются в разные стороны с образованием узлов. Могут распространяться до области шеи, вызывать значительное смещение соседних органов; встречаются кавернозные и кистозные варианты. Локализуются в нижне-переднем средостении; если не осложнены хилотораксом, обычно протекают бессимптомно.

### Нейрогенные опухоли
Наиболее часто встречающающиеся опухоли заднего средостения, чаще располагаются в верхнем его отделе. Развиваются из ветвей блуждающего нерва и межрёберных нервов, симпатического ствола и оболочек спинного мозга; множественные невриномы могут обнаруживаться в рамках нейрофиброматоза (болезни фон Реклингхаузена). Протекают чаще бессимптомно; при росте в просвет спинномозгового канала появляется неврологическая симптоматика.

## Лимфаденопатия
Увеличение лимфатических узлов средостения наблюдается при лимфомах и метастазах карциномы, а также неопухолевых заболеваниях (туберкулёз, саркоидоз и т. д.). 
Поражение медиастинальных лимфатических узлов при лимфомах может быть как изолированным, так и в сочетании с лимфаденопатией других локализаций, а также поражением различных органов. Для агрессивных лимфом характерно прорастание опухоли в окружающие анатомические структуры (сосуды, трахею, бронхи, плевру, лёгкие, пищевод и т.д.). 
Характер лимфогенного метастазирования злокачественной опухоли связан с особенностями лимфооттока от пораженного органа. Увеличение лимфатических узлов обусловлено метастазами опухолей интраторакальных и экстраторакальных локализаций лишь в 20 % случаев. Наиболее частой причиной является бронхогенный рак лёгкого, при котором, в поздних стадиях, метастатическое поражение лимфатических узлов происходит более чем в 80 % случаев. Вовлечение лимфатических узлов при бронхогенном раке не одностороннее — благодаря перекрестному лимфооттоку, правая трахеобронхиальная группа лимфоузлов поражается даже при левосторонней локализации опухоли. Менее часто источником метастазов являются злокачественные опухоли желудочно-кишечного тракта (пищевода, желудка, поджелудочной железы), молочных желез, почек, яичек, предстательной, щитовидной желез и гортани). В соответствии с характером лимфооттока, при раке молочных желез внимание должно быть направлено на загрудинные лимфоузлы, при опухолях желудочно-кишечного тракта, почек, яичек и простаты — на задние медиастинальные группы лимфоузлов, при раке гортани и щитовидной железы — на лимфоузлы верхнего средостения. При лимфогенной диссеминации экстраторакальных опухолей, метастазы поражают лимфатические узлы на протяжении в направлении медиастинальных групп, характерно поражение забрюшинных и шейных лимфатических узлов. Опухолевый лимфангит в лёгких наблюдается при раке молочной железы, желудка, поджелудочной железы, щитовидной железы и гортани, и обычно сочетается с лимфаденопатией корней легких. По сравнению с раком, саркомы реже метастазируют в средостение по лимфатическим путям.

## Лечение
Тактика специалиста при лечении опухолей средостения зависит от варианта новообразования и его локализации. Основным способом избавления от подобных патологий является их оперативное иссечение в пределах здоровых тканей. 
Так как средостение ограничено грудной клеткой, любое открытое хирургическое вмешательство является очень травматичным. Поэтому сегодня во всех медицинских центрах и онкологических диспансерах предлагается минимально инвазивное удаление опухолей средостения. Конечно, такая терапия может быть применена не для каждого пациента и некоторым все же требуется открытая операция. Однако часть лиц с опухолями средостения получают менее травматичное и более современное минимально инвазивное лечение. 
Для того чтобы подкрепить полученный результат, операция дополняется химиотерапевтическим, лучевым или медикаментозным лечением, в зависимости от диагноза.